# Jólasveinar

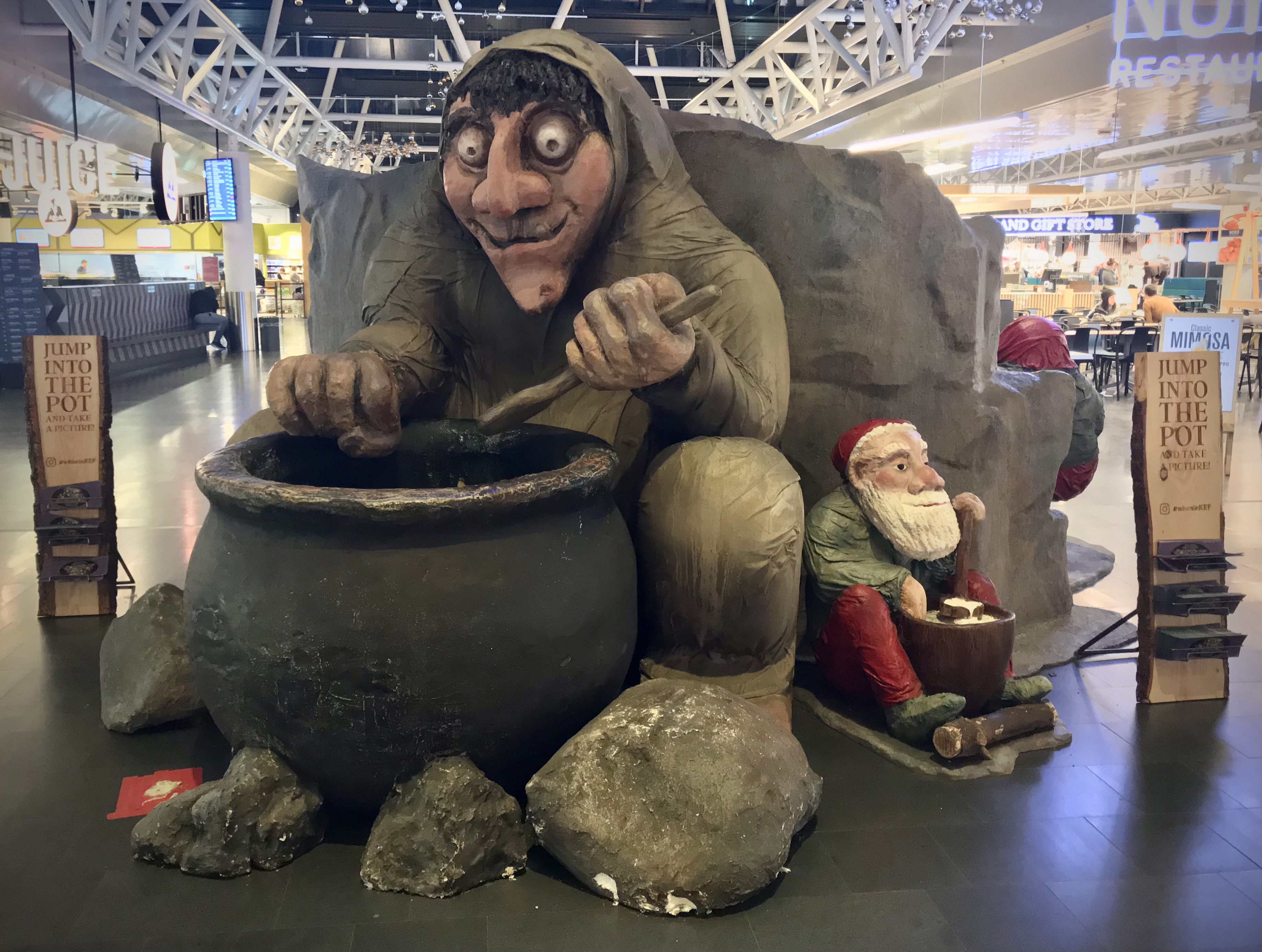
Rechts naast Grýla zit een van de Jólasveinar, de tekst vermeld: spring in de pot en neem een foto

De Jólasveinar, de joel- of kerstjongens (Engels: Yule Lads), zijn figuren uit de IJslandse folklore. Het aantal kinderen varieerde gedurende de afgelopen eeuwen, en nu zijn het er 13. 
Origineel waren deze jongens de kinderen van de afzichtelijke oger Grýla en haar man Leppalúði die in de bergen leefden, hoewel andere bronnen vermelden dat hun ouders Ragamuffin en Hag heetten. Het waren trollen, boosaardige kwelgeesten, mogelijk zelfs crimineel. In elk geval haalden ze constant streken uit, bestalen de bevolking en vielen hen lastig. Elk van de jongens had ze een naam die hun modus operandi goed beschreef.
Hun moederfiguur Grýla is al erg oud, ze wordt al in de 13e-eeuwse Edda van Snorri Sturluson genoemd. Vlak voor Kerstmis komt zij uit de bergen op zoek naar stoute kinderen die zij op wil eten. Zij is zonder uitzondering de meest angstaanjagend persoon van het stel. Een ander figuur uit de folklore waarmee de IJslandse kinderen de schrik wordt aangejaagd, is de Kerstmiskat, een groot zwart beest die op zoek naar luie kinderen gaat die vervolgens door hem opgegeten worden.
Haar huisgenoten zijn Jólaköttur (de kerstkat). De vlijtige kinderen krijgen Jólaföt (Kerstmiskleren).
In de huidige tijd hebben de Jólasveinar een opmerkelijke uiterlijke verandering doorgemaakt. Waren ze vroeger afzichtelijke wezens die de kinderen forse angst aanjoegen, nu lijken ze meer en meer op de Kerstman. Ook nu hebben ze een baard, maar ze dragen rode broeken en jasjes, zwarte laarzen en een met wit bont afgezette muts. Vanaf 12 dagen voor Kerstmis komt er elke dag een van de Jólasveinar uit de bergen naar de bewoonde streek. De IJslandse kinderen zetten vanaf die tijd ’s nachts hun schoen voor het raam in de vensterbank, en verwachten daar de volgende morgen iets lekkers van deze persoon in te vinden. Stoute kinderen vinden een aardappel in hun schoen. Na de kerst verdwijnen de kerstjongens, en ook nu weer een voor een. Met 6 januari (IJslands: Þrettándinn, ofwel de dertiende dag) is daarmee het IJslandse Kerstmis definitief voorbij. De nacht van deze 6e januari is overigens een magische nacht. Volgens de volksverhalen wordt beweerd dat de koeien dan kunnen spreken, de elfen bezoeken de mensen, en de zeehonden werpen hun huid af en gaan aan land.

## Namen en data

Grýla en de Jólasveinar, IJsland

De namen van de jongens en data van hun komen en gaan zijn:
1. Stekkjastaur (Schaapshoksluiper of ook wel Stijfbeen) – arriveert 12 december; vertrekt 25 december - is dun en stijf, het stelen van melk van de schapen in de schuur
2. Giljagaur (Kloofsukkel) – arriveert 13 december; vertrekt 26 december - hapjes van geschuimde melk in de koestal
3. Stúfur (Kleintje) – arriveert 14 december; vertrekt 27 december - houdt van de verbrande resten in de pan
4. Þvörusleikir (Lepellikker) – arriveert 15 december; vertrekt 28 december - aanvallen op kookgerei
5. Pottasleikir (Pottenlikker) – arriveert 16 december; vertrekt 29 december - likt de lege potten
6. Askasleikir (Kommenlikker) – arriveert 17 december; vertrekt 30 december - probeert te gappen
7. Hurðaskellir (Deurensmijter) – arriveert 18 december; vertrekt 31 december - geïrriteerd door lawaai van de mensen
8. Skyrgámur (Skyr-schrokker) – arriveert 19 december; vertrekt 1 januari - wordt gewassen op de IJslandse magere melk Skyr
9. Bjúgnakrækir (Worstensnaaier) – arriveert 20 december; vertrekt 2 januari - visserij, de gerookte worst uit de schoorsteen
10. Gluggagægir (Ramengluurder) – arriveert 21 december; vertrekt 3 januari - kijkt met grote ogen in de warme kamer
11. Gáttaþefur (Snuiver) – arriveert 22 december; vertrekt 4 januari - kan worden herkend door zijn lange neus
12. Ketkrókur (Vleeshaak) – arriveert 23 december; vertrekt 5 januari - krijgt zijn deel van kerstdiner
13. Kertasníkir (Kaarsenbedelaar) – arriveert 24 december; vertrekt 6 januari - heeft het voorzien op talgkaarsen